# Edmundo Murrugarra
Segundo Edmundo Murrugarra Florián (Cajamarca, 2 de agosto de 1937) es un educador, economista, sociólogo, profesor universitario y político peruano. Fundador de Vanguardia Revolucionaria, ejerció como senador de la república desde 1980 hasta su disolución en 1992.

## Biografía
Nació en la ciudad de Cajamarca, el 2 de agosto de 1937.
Es egresado de la Universidad Nacional Mayor de San Marcos y de profesión de educador. También es economista y sociólogo.
Fue fundador del partido Vanguardia Revolucionaria en los sesenta y un estrecho colaborador del histórico Alfonso Barrantes, líder de la izquierda peruana en los años 80. Ha sido también miembro del Consejo Nacional de Educación donde se ejerció como vocero.

## Carrera política
Edmundo Murrugarra se inició en la política cuando postuló a la Asamblea Constituyente de 1978 por la Unidad Democrático Popular, sin embargo, no resultó elegido.

### Senador de la República
En las elecciones parlamentarias de 1980, resultó elegido como senador de la República para el periodo parlamentario 1980-1985.
Al culminar su gestión, fue reelegido en el cargo en las elecciones de 1985 por Izquierda Unida y luego en las elecciones de 1990 por Izquierda Socialista.

#### Caso Barrios Altos
El 14 de noviembre de 1991 junto a otros senadores, solicitó al pleno del Senado el esclarecimiento de los hechos relativos al crimen de Barrios Altos. Al día siguiente la Cámara de Senadores aprobó dicho petitorio y designó a los senadores Roger Cáceres Velásquez, Víctor Arroyo Cuyubamba, Javier Diez Canseco, Francisco Guerra-García y José Linares Gallo como integrantes de una Comisión investigadora, la que se instaló el 27 de noviembre de 1991. La Comisión senatorial no concluyó su investigación, pues el autogolpe de estado de 1992, disolvió el Congreso y el Congreso Constituyente Democrático elegido en noviembre de 1992 no retomó la investigación ni publicó lo investigado por la Comisión senatorial.
Intentó ser regidor de Lima en las elecciones municipales del 2006 como miembro del Partido Nacionalista Peruano, sin lograr tener éxito.

## Publicaciones
- Fútbol en la escuela, goles en las aulas. 2018. Fondo Editorial de la Universidad Científica del Sur.